# Michal Dubay
Michal Dubay (4. června 1910 Hačava – 4. října 1993 Prešov) byl slovenský malíř, kulturně-společenská osobnost, pedagog, redaktor a publicista, umělec, kurátor, kunsthistorik a spoluzakladatel kulturních institucí na východním Slovensku.

## Životopis
Narodil se jako první ze sedmi dětí v rodině řecko-katolického faráře Dezidera Dubaye, který od roku 1920 působil 15 let v Pittsburgu v USA, kam odešel s rusínskými vystěhovalci kvůli chudobě, aby finančně pomohl početné rodině. Michal Dubay po maturitě v Mukačevu studoval historii, geografii a knihovnictví na Filozofické fakultě Karlovy univerzity v Praze. Už na gymnáziu a v průběhu vysokoškolského studia se intenzívně věnoval malbě, což mu zůstalo jako hlavní záliba po celý život. Jeho nadšení k malbě inspirovalo zejména nejmladšího bratra Oresta Dubaye, později významného slovenského malíře a grafika 20. století, který získal ocenění národní umělec a stal se rektorem Vysoké školy výtvarných umění v Bratislavě.
Po návratu z Prahy a vzniku protektorátu se Michal Dubay jako mladý pedagog zapojil do výtvarného života na východním Slovensku, spoluzakládal Rusínský kulturně-osvětový spolek A. Duchnoviče, organizoval rozhlasové vysílání pro Rusíny v Prešově, v dalších letech se věnoval výtvarnému umění jako vystavovatel a přidal i publicistickou činnost. Je spoluzakladatelem mnoha kulturních institucí na východním Slovensku – Pedagogické fakulty v Prešově (1952), Státní vědecké knihovny v Košicích, kde byl ředitelem 15 let, inicioval vznik Ukrajinského národního divadla v Prešově (kde také navrhoval scény jako scénograf), Muzea ukrajinské kultury ve Svidníku, Krajské galerie v Prešově (tehdejší Šarišské galerie), byl předsedou Krajské komise pro ochranu památek, aktivně se podílel na rozvoji výtvarného života jak ve výstavnictví, tak vlastní tvorbou, byl členem vědeckých rad více institucí, nakonec byl redaktorem pedagogického vydavatelství a poslancem prešovského MNV.

## Dílo
Celý život nepřetržitě ve volných chvílích maloval. Velkou oporou v této činnosti mu byla manželka Ester Dubayová, roz. Andóková. Do výtvarného života vstoupil jako Mil Day, vystavoval například s Desiderem Millym, Evou Bysovou a svým mladším bratrem Orestem Dubayem. V jeho výtvarné tvorbě se dají vymezit tři směry z hlediska námětů i výtvarného zpracování – kubizující období 1925–1940 (Golgota, portréty Krista, Bohorodička – Galerie Svidník), období kritického realismu 1940–1960 (krajiny východního Slovenska – Šariš, Vysoké Tatry) a období idealizující 1960–1980 (snové krajiny s vlnitými loukami, kopci a keři v typicky kulovité podobě). Jeho nesporný talent byl ovlivněný vnitřními i vnějšími tvořivými podněty (roky studia, světová válka, poválečné období, krajina Vysokých Tater), vytvořil stovky olejomaleb, tisíce akvarelů, převážně krajin. V začátku tvorby se věnoval i grafice a perokresbě. V závěru života jsou v jeho tvorbě zřetelné surreální projevy, často úspěšně experimentoval s vrstevnatým kladením podkladů a barev. Jeho výtvarný rukopis je výrazný a typicky poznatelný svojí hrou se světlem. Zajímá ho samotné slunce, které vysílá světelné louče různé intenzity vůči divákovi, fascinace světlem prostupuje mnohé jeho obrazy v průběhu desetiletí. Roku 2011 po něm byla pojmenovaná galerijní část – přízemí v Muzeu rusínské kultury, MRK-SNM v Prešově jako Výstavní síň Michala Dubaye.

## Výstavy – výběr
- 1940 Prešov (s Evou Byssovou a Deziderem Millym)
- 1948 Prešov, Výstava kulturně-osvětové rady při UNR ve Státní ruské učitelské akademii
- 1949 Prešov, Velká dvorana starého kolegia „Tokajík žije“ (s D. Millym a O. Dubayem) 40. léta – Prešov, Medzilaborce, Svidník, Snina
- 1963 Uherský Brod – výstava výtvarných pedagogů
- 1969 Svidník, MUK „Michajlo Dubaj – Maljunki“
- 1974 Svidník, MUK (I. Gavulič, M. Dubay, M. Dulenčinová, V. Lakata, M. Maľcovská, P. Markovič, Z. Osavčuková, I. Firkaľ)
- 1975 Prešov, UND Michal Dubay – Výtvarný medailon (připravila GVU v Prešově)
- 1975 Čertižné, Pamětní síň Humenné, OVM – „Umění bojující“
- 1994 Prešov, ŠG, Michal Dubay – výběr z tvorby Sabinov, MM – repríza, listopad 1994 – leden 1995 Svidník, ŠMURK – repríza, leden – březen 1995
- 1995 Prešov, ŠG, Přírůstky 1990–1994
- 1999 Prešov, ŠG, Umění XX. století II. část (1931–1950) ze sbírek ŠG
- 2000 Praha, D + Gallery Praha, Michal Dubay – Průřez celoživotní tvorbou (90. výročí narození) Medzilaborce, MMUAW, Rusíni Slovenska
- 2006 Vranov nad Topľou, HZOS, Lesní interiéry – ze sbírek ŠG v Prešově[8]
- 2007 Prešov, ŠG, Přírůstky 1995
- 2010 Prešov, Šarišská galerie v Prešově, Michal Dubay jako [MIL DAY]
- 2021 Prešov – Galerie Muzea rusínské kultury Prešov – Anna a její děti, kolektivní výstava o rodině Dubay
- 2022 Praha – Galerie Slovenského domu v Praze – Východoslovenská krajina a 110. výročí narození Michala Dubaye